# Ivan Snigour
Ivan Nazarovytch Snigour ou Snihour (ukrainien : Снігур Іван Назарович) est un ethnographe, folkloriste, historien local, sculpteur, pissankar, vannier, écrivain et critique d'art ukrainien
.

## Biographie
Ivan Nazarovych Snigour est né le 5 juin 1929 dans le village de Hrozyntsi. Il était l'aîné d'une fratrie de 4 enfants. Il a dû quitter son école rurale où l'enseignement était dispensé en langues roumaine et russe, car il fallait labourer, semer, récolter, forger et charretier. De 1947 à 1949, il fut menuisier-ébéniste.
Son père étant revenu invalide de la guerre en 1945, le jeune Ivan dut travailler, allant par exemple à pied de Hrozyntsi à Tchernivtsi
En 1960-1961, Ivan Snigour étudia à l'école supérieure d'art et d'industrie Moukhina de Léningrad, aujourd'hui l'académie nationale d'art et d'industrie Stiglietz.

De 1949 à 1992, Ivan Snigour travailla dans le système du fonds artistique de l'Union nationale des artistes d'Ukraine et de l'usine d'art et de production de Tchernivtsi. Il s'illustra dans divers genres artistiques : peinture, décoration, céramique, bois, verre, émail, tissage ou broderie traditionnelle.
Pendant un certain temps, il travailla pour le journal Tchass (Час).
Il a déjà écrit et publié six livres
Connaissant bien la vie et l’ethnographie de la Bucovine, il a travaillé comme consultant pour des studios de cinéma à Kiev, Moscou et Chisinau. Avec son aide, 13 films ont été tournés, dont L'Oiseau blanc marqué de noir.

## Galerie

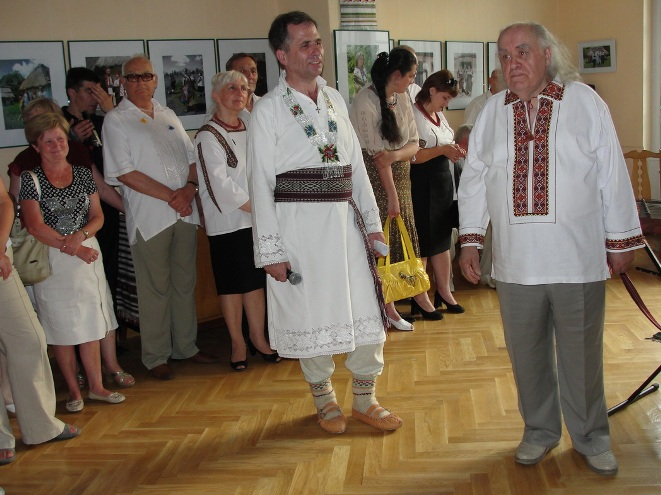
Ivan Snigur lors d'une commémoration en l'honneur de Ivan Mykolaïtchouk, acteur dans Les Chevaux de feu